# Slagpijpje
Een slagpijpje (slagpijp) is een dun koperen pijpje dat is gevuld met slagsas en dat is bedoeld om door middel van een slag te ontbranden waardoor het buskruit in een vuurwapen kan ontbranden.